# Лигитан
Лигита́н (малайск. Pulau Ligitan — остров Лигитан) — остров в море Сулавеси в составе Лигитанских островов Малайского архипелага. Принадлежит Малайзии, относится к территории штата Сабах. Площадь — 0,079 км², постоянное население (по состоянию на 2002 год) отсутствует. Суверенитет над Лигитаном длительное время оспаривался Индонезией и Малайзией, в 2002 году решением Международного суда ООН он был признан малайзийской территорией. На острове развивается курортно-туристическая инфраструктура.

## Физико-географическая характеристика

### Географическое положение
Географические координаты острова — 4°09′00″ с. ш. 118°53′10″ в. д.. Находится в море Сулавеси у юго-восточной оконечности Калимантана (расстояние до ближайшей точки Калимантана — мыса Туто́п — около 39 км), недалеко от морской границы между Малайзией и Индонезией. Площадь — 0,079 км². Имеет практически ровную овальную форму, вытянут по направлению с юго-юго-запада на северо-северо-восток. Максимальная длина — около 550 метров, ширина — около 200 метров. Находится на юго-восточной оконечности одноименного кораллового рифа, в составе которого имеется еще несколько островов, иногда называемых Лигитанскими островами.

### Климат
Климат экваториальный, влажный, типичный для северо-восточной части Калимантана. Среднегодовой температурный максимум — +39 °C, минимум — +17 °C. Средняя суточная температура;— +27—29 °C. Разница между максимальными и минимальными суточными температурами незначительна — порядка 5 °C.

### Природа
Остров песчаный, имеет достаточно ровную поверхность, максимальная высота над уровнем моря около 9 метров. Значительная часть территории покрыта тропической растительностью — кустарниками, пальмами. Побережье в основном представляет собой сплошную линию песчаных пляжей шириной до нескольких десятков метров. Для акватории Лигитана характерны сильные прибрежные течения — со скоростью свыше 5 км/ч, а также обилие водоворотов, что отличает его от большинства других островов, находящихся у северо-восточного побережья Сабаха.
Фауна собственно острова бедна: крупных животных нет, имеются несколько видов грызунов, пресмыкающихся и земноводных, однако его прибрежные воды отличаются значительным природным многообразием. В лигитанской акватории встречаются различные виды рыб — прежде всего, лировых (лат. Callionymidae), бычковых (лат. Gobiidae), тригловых (лат. Triglidae), скатов, а также крабов и морских змей.

## Территориальная принадлежность
С 1969 года суверенитет над островом оспаривался Малайзией и Индонезией, основывавших свои претензии на различных правовых и картографических источниках, унаследованных от бывших метрополий — соответственно, Великобритании и Нидерландов (наряду с Лигитаном, предметом спора был близлежащий остров Сипадан). В 1997 году стороны договорились о передаче вопроса о территориальной принадлежности Лигитана и Сипадана на рассмотрение Международного суда ООН, который в декабре 2002 года принял решение в пользу Малайзии, объявив оба острова её территорией. Вердикт Суда был безоговорочно признан властями Индонезии.
В административном плане Лигитан относится к району Семпорна (малайск. Daerah Semporna), входящему в состав округа Тавау (малайск. Bahagian Tawau), который, в свою очередь, входит в состав восточномалайзийского штата Сабах (малайск. Negeri Sabah).

## Хозяйственное освоение
Постоянное население на острове отсутствует. До 2002 года хозяйственное освоение Лигитана затруднялось неопределенностью его территориальной принадлежности. После 2002 года малайзийские власти предпринимают меры по развитию здесь курортно-туристического центра с упором на возможности дайвинга, используя успешный опыт аналогичного освоения островов Сипадан и Мабул. Однако, несмотря на богатство местного подводного мира, по состоянию на конец 2000-х годов посещаемость острова остается невысокой — расширению притока туристов препятствуют, в частности, недостаточное инфраструктурное развитие острова, его относительно большая удаленность от Калимантана в сравнении с другими островами Лигитанского рифа (путь на остров по морю из Семпорны занимает два часа, тогда как на большинство других островов — не более часа), а также сильные прибрежные течения.